# Kamov Ka-26

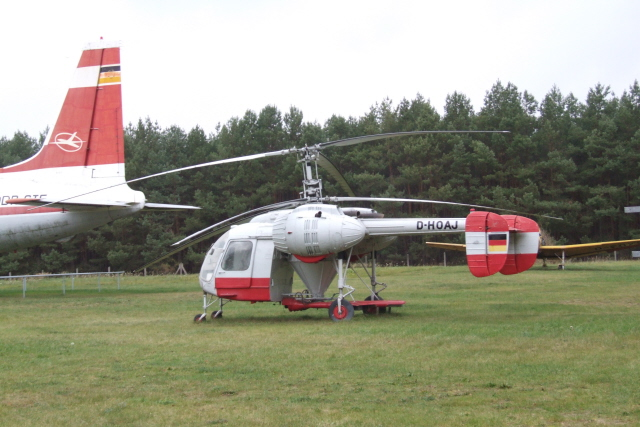
Kamov Ka-26 på Museum Borkheide

Ka-26 är en helikopter som konstruerades i Sovjetunionen av helikoptertillverkaren Kamov och som flög första gången 1965. Den tillverkades främst för besprutning inom jordbruket och har Kamovs unika konstruktion med koaxialrotorer. Detta system gör att luftdraget går rakt neråt, vilket är bra vid besprutning. då man får jämn spridning av bekämpningsmedlet. Helikoptern är utrustad med två motorer, monterade på ömse sidor av helikoptern. Man kan byta ut en behållare bakom piloten för antingen besprutningskemikalier eller frakt av personer eller gods.
Genom sin unika konstruktion såldes den till många länder, också till Sverige, då den var lättare att certifiera än traditionella helikoptrar. Man har även experimenterat med att använda Notar på denna helikopter. En uppdaterad version med modernare motorer är Ka-226. Den enmotoriga Ka-126 tillverkades i begränsad upplaga i Rumänien.
Ka-226 är en modernare version av Ka-26, som tillverkades av Kamov i Sovjetunionen under 1960- och 1970-talet. Den främsta skillnaden är att den är utrustad med nyare motorer ifrån Rolls-Royce. Den flög första gången 1997 och har också motroterande huvudrotor.